# Kanton Accous
Accous is een voormalig kanton van het Franse departement Pyrénées-Atlantiques. Het kanton maakte deel uit van het arrondissement Oloron-Sainte-Marie. Het werd opgeheven bij decreet van 25 februari 2014, met uitwerking op 22 maart 2015. Alle gemeenten werden opgenomen in het nieuwe kanton Oloron-Sainte-Marie-1.

## Gemeenten
Het kanton Accous omvatte de volgende gemeenten:
- Accous (hoofdplaats)
- Aydius
- Bedous
- Borce
- Cette-Eygun
- Escot
- Etsaut
- Lées-Athas
- Lescun
- Lourdios-Ichère
- Osse-en-Aspe
- Sarrance
- Urdos